# Rodrigo Pedreira
Rodrigo Pedreira (* 8. September 1979 in Argentinien) ist ein argentinischer Schauspieler.

## Leben
Pedreira studierte Schauspiel zusammen mit Agustín Alezzo, Augusto Fernández und Carlos Gandolfo am Instituto Universitario Nacional del Arte, National Institute of Arts. Seine Karriere begann er Anfang der 2000er Jahre. 
Bekanntheit erlangte Pedreira vor allem durch die Rolle des Gregorio Casal in der argentinischen Telenovela Violetta, die er seit 2012 spielt. 
Er übernahm Rollen in Fernsehserien wie "Rincón de luz", "Alma Pirata", "Resistiré", "Amor en Custodia" und "Palermo Hollywood Hotel". Er hatte auch einige Rollen in "Montecristo "und eine kleine Rolle in dem Film "Un día de Suerte" von Sandra Gugliotta. Im Jahr 2005 spielte er in dem Kurzspielfilm "Amor Eterno", der von Adrian Rocha produziert wurde. Darüber hinaus spielte er in den Theaterstücken "Buenos Aires tap" und "El pájaro azul". Pedreira arbeitete mit Patricio Arellano, Flavia Pereda, Ana María Casó, Vanesa González und Luz Zypern in der Show "El burdel de Paris.
Seit 2016 spielt er in der neuen Telenovela vom Disney Channel Soy Luna die Rolle des Reinaldo „Rey“ Gutierrez. Seit 2021 spielt er den Franco in der Serie Verschlungene Wege.